# Парадокс телепортації
Парадокс телепортації (альтернативний варіант — парадокс дублікатів) є уявним експериментом з філософії тотожності, який ставить під сумнів деякі з поширених інтуїтивних знань про природу особистості і свідомості. Вперше термін введений імовірно в книзі  Дерека Парфіта «Причини і особистості», що вийшла друком в 1984 році.

## Історія

### Попередники
Деякі філософи піднімали схожі питання ще задовго до Дерека Парфіта в XVIII столітті. Так, засновник Шотландської школи здорового глузду Томас Рід в 1775 році писав лорду Кеймсу: «Я був би радий дізнатися думку вашого сіятельства щодо наступного: коли мій мозок втратить свою первісну структуру і коли, сотні років по тому, з подібного ж матеріалу дивним способом буде створена розумна істота, чи зможу я вважати її собою? Або якщо дві або три подібних істоти будуть створені з мого мозку, то чи можу я вважати, що вони — це я, і, отже, одна і та ж розумна істота?» Аналогічний уявний експеримент також провів Станіслав Лем в книзі «Діалоги» (1957).

### Версія Дерека Парфіта
У своїй книзі «Причини і особистості» Парфіт просить читача уявити, що той входить в телепорт. Телепорт — це машина, яка спочатку занурює читача в сон, а потім знищує, розбиваючи на атоми. Після чого копіює інформацію і передає її на Марс зі швидкістю світла. На Марсі інша машина відтворює читача (з місцевих запасів вуглецю, водню і т. д.), атом до атома, у тому ж самому розташуванні. Парфіт задається питанням, чи є телепорт засобом подорожі; чи є людина на Марсі тією ж людиною, яка увійшла в телепорт на Землі. Звичайно, прокинувшись на Марсі, відтворена машиною людина буде пам'ятати, як увійшла в телепорт для переміщення на Марс, буде навіть відчувати такі деталі, як поріз на верхній губі після ранкового гоління, але чи продовжить своє існування знищена на Землі людина?
Потім телепорт вдосконалюють. На Землі його змінюють таким чином, щоб він не знищував людину, що входить до нього, а замість цього виробляв нескінченну кількість її копій, кожна з яких заявляла б, що пам'ятає, як входила в телепорт на Землі.
Використовуючи такі уявні експерименти, як цей, Парфіт стверджує, що будь-який критерій для визначення тотожності людини буде недостатнім, адже відсутні подальші факти. Що дійсно важливо, на його думку, так це психологічна зв'язаність, тобто пам'ять, властивості і особливості характеру і т. д.
Парфіт розвиває цю логіку, щоб встановити новий контекст для моралі і громадського контролю. Він поділяє думку про аморальність заподіяння шкоди або втручання в справи інших людей — суспільство повинно припиняти подібного роду порушення. Виходячи з цього переконання, методом екстраполяції можна зробити висновок, що суспільство повинно захищати і «майбутні особистості» індивіда. Наприклад, куріння тютюну може бути розцінено як порушення права «майбутньої особистості» вести здоровий спосіб життя. Подібний висновок, мабуть виправдовує порушення особистих свобод, виглядаючи логічним. Однак сам Парфіт безпосередньо не підтримує такий агресивний контроль.
Його висновок у чомусь схожий на точку зору Девіда Юма, а також на погляди на індивіда у буддизмі, хоча воно не обмежується їх простим переформулюванням. Підхід Парфіта не тільки редукційний, але і дефляційний: урешті-решт, «те, що має значення» — це не персональна ідентичність, а скоріше психічна цілісність і пов'язаність. Ідея того, що персональна ідентичність цілком і повністю міститься в молекулярній і біологічній структурі мозку (тобто повністю матеріальна) має на увазі можливе створення дубліката, який був би повністю тотожний, за винятком фізичного розташування.
Питання дублікатів має практичне застосування для кріоніки, тому що якщо кріоконсервація мозку може слугувати моделлю для точного відтворення нового мозку, то немає причин обмежуватися лише одним відтворенням. Парадокс дублікатів тут проявляється в питанні: чи буде кожен реконструйований мозок володіти однією і тією ж розумовою та особистісною ідентичністю?